# Rocky Mountain Institute
Le Rocky Mountain Institute est un centre de recherche et d'études américain sur l'énergie créé en 1982 par Amory Lovins avec sa femme Hunter Lovins et d'autres experts. Il est installé depuis 1984 à Snowmass dans le Colorado. Le RMI est devenu une organisation à but non lucratif dont le but est à la fois la recherche, l'enseignement, le conseil aux entreprises et la publication d'ouvrages sur l'utilisation efficace des ressources naturelles[réf. non conforme].